# José Lémery
José Lemery é Ibarrola Ney, Marques de Baroja, (Madrid, 2 de desembre de 1811 – 11 d'abril de 1886) fou un general espanyol que va servir com el 82è Governador-General de les Filipines, 109è Governador de Puerto Rico i Diputat i Senador per les Balears. Va ser distingit en la seva carrera militar i política, lluitant per la justícia, igualtat i govern just en els  càrrec que va tenir.

## Biografia
José Nicolas Francisco Pablo Lemery é Ibarrola Ney y González va néixer a  Madrid, el 2 de desembre de 1811, fill de Nicolas Lemery y Ney i de Genera Ibarrola y Gonzalez. Va servir com a cap militar de la Família Reial espanyola, sent l'ajudant de Francesc d'Assís d'Espanya. El 1848, es va casar amb Flora Ferrer y Alvarez Torres amb qui va tenir 3 filles: María Flora, Marquesa de Baroja (nascuda el 1849), Manuela (nascuda el  1852) i Isabel (nascuda el 1861). El 1854, va succeir a Joaquín Francisco Pacheco y Gutiérrez-Calderón com a diputat per Balears. El 1855, va ser anomenat per la Reina Isabel II d'Espanya Governador de Puerto Rico, reemplaçant a Andrés García Camba. Abans d'ocupar aquests càrrecs, va estar a Cuba per un breu període (1850-1852), com a comandant general de les forces armades colonials, ajudat pel seu amic, José Gutiérrez de la Concha, 1er Marques de l'Havana, qui llavors era el Governador de Cuba. Va ser conegut per les dures polítiques emprades per impedir la rebel·lió. Entre els detinguts per desconfiança es trobava Joaquín de Agüero, qui va dirigirir una rebel·lió el 1851. El 1858, va ser promogut a Tinent General i va ser elegit senador vitalici en el Senat d'Espanya.

## Administració de les Filipines
El 2 de febrer de 1861, mentre encara era senador, Lemery va ser anomemat Governador-General de les Filipines, on va crear els districtes politico-militars a Visayas i Mindanao, d'acord amb un decret reial de 1860. Aquesta organització va ser possible gràcies a la relativa pau experimentada a l'arxipèlag en aquell temps. A més a més, va implementar la separació de funcions executives i judicials exercitades pels alcaldes i gobernadorcillos. Aquesta mesura va poder ser implementada en la seva totalitat a partir de 1885, durant el mandat d'Emilio Terrero y Perinat. El principal objectiu d'aquestes reformes fou millorar les condicions en la colònia a nivell local, però la influència dels frares va disminuir el seu impacte. La manca de continuïtat en la implementació també va contribuir a la lenta recepció de les reformes. La província de Manila va ser organitzada i el governador es va instal·lar. Mindanao, on els espanyols havien llançat diferents campanyes militars en la primera meitat del segle xix, va ser dividit en sis districtes. El Districte Central serviria com la capital del govern organitzat en Mindanao, i el seu administrador era conegut com el Governador de Mindanao.
Amb la restauració del Jesuites a les Filipines, els va donar Mindanao com a base per la seva missió. Els registres civils van ser establerts per tot l'arxipèlag d'acord amb un decret de 1861. També el 1861, la Porta Isabel (Pintong Isabela II) va ser construïda entre el Fort Sant Gabriel i el Fort Sant Domingo en honor de la Reina Isabel II d'Espanya. Tots els municipis van ser requerits per destinar escoles rurals que proporcionessin educació bàsica que poguès solucionar el problema d'analfabetisme. La Reial Acadèmia de les Belles Arts va ser establerta durant la seva administració. El 1862, va ser reemplaçat per Salvador Valdés.

## Senador
El 1858, va ser promogut a Tinent General i va ser elegit senador vitalici al Senat d'Espanya. El 1862, va formar part de la delegació que va donar la benvinguda a Francesc de Paula de Borbó i a Sebastià de Borbó i de Bragança. El 1866, es va adherir a la decisió de modificar la llei de 1851 respecte de l'esquadró Pacífic. El 1868, va participar en la marxa del Senat al Tribunal. El 1877, fou un membre de la Comissió de Promocions de l'Exèrcit. El 1883, fou un altre cop senador vitalici, però per reial decret i aprovació de la Comissió Permanent.
Va morir a Madrid l'11 d'abril de 1886. Els municipis de Lemery, Batangas, Lemery (Iloilo) van ser anomenats en el seu honor.